# Çelikhan (district)
Çelikhan is een Turks district in de provincie Adıyaman en telt 15.547 inwoners (2007). Hoofdplaats is de gelijknamige plaats Çelikhan.

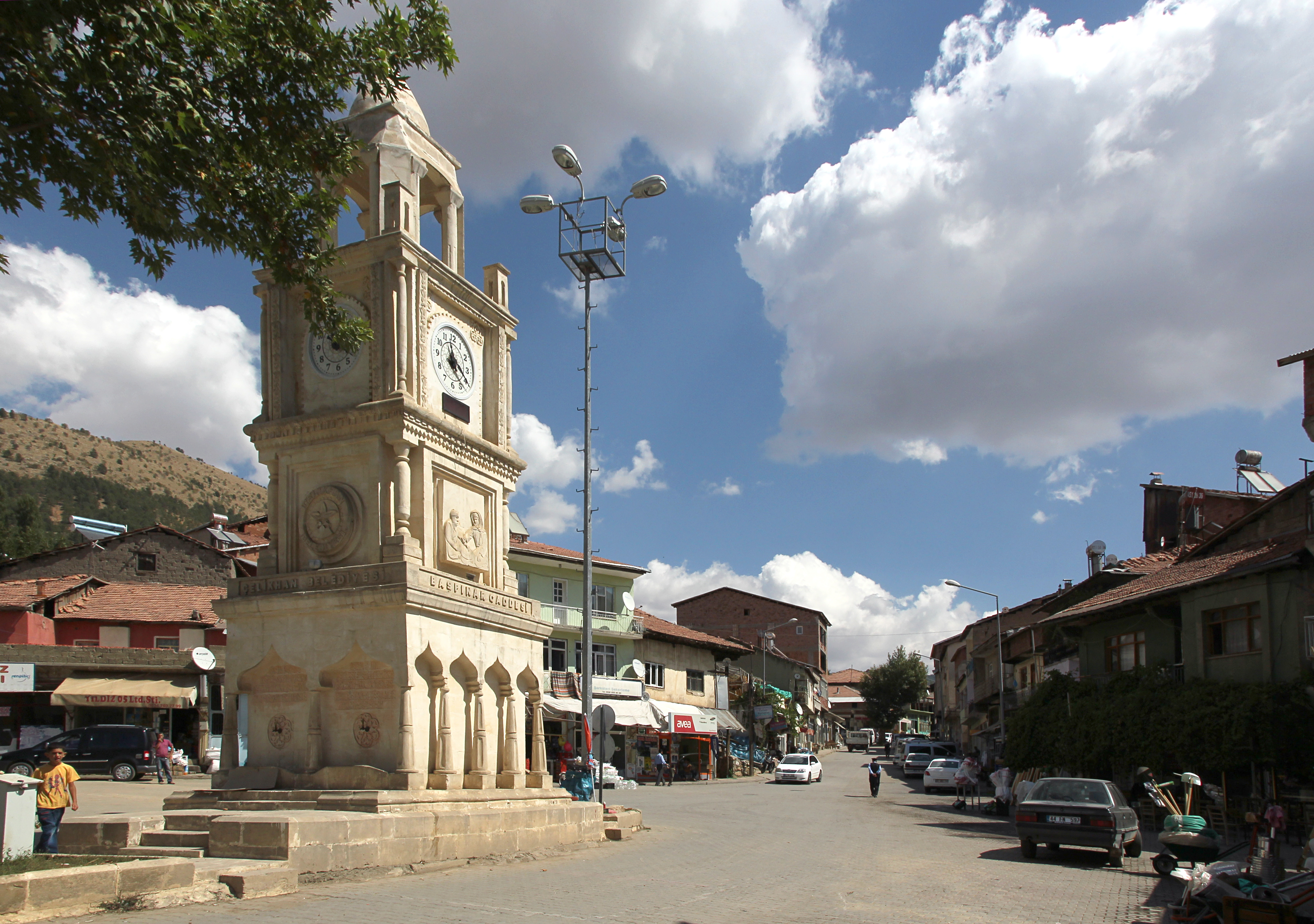
Çelikhan